# Lovegolf

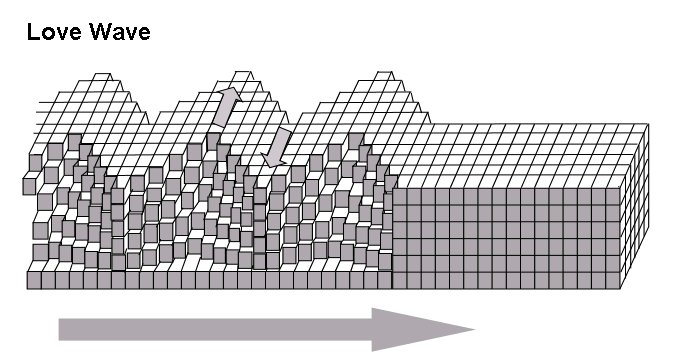
Schematische voorstelling van een lovegolf

Een lovegolf is een horizontaal gepolariseerde oppervlaktegolf door een vast medium. In de seismologie worden lovegolven ook Q-golven genoemd, in de continuümmechanica ook SH-golven.

## Ontdekking
Lovegolven zijn genoemd naar hun ontdekker, de Engelse natuurkundige A.E.H. Love, die het bestaan van de golven wiskundig aantoonde in 1911.

## Eigenschappen
Lovegolven zijn oppervlaktegolven, en planten zich in 2 dimensies over een oppervlak voort. Ze hebben een hogere snelheid dan rayleighgolven (het andere type oppervlaktegolf), maar een kleinere snelheid dan ruimtegolven.
Lovegolven zorgen dat deeltjes in een horizontale cirkel of ellips bewegen, die parallel ligt aan de golfrichting. Ze verschillen daarin van rayleighgolven, waarbij de ellipsbeweging juist in het verticale vlak plaatsvindt. Dieper van de oppervlakte af worden de ellipsen steeds kleiner, tot een zone bereikt wordt waarin geen beweging plaatsvindt (een knoop). Daaronder vindt de cirkelbeweging van deeltjes in tegenovergestelde richting plaats. De maximum beweging (amplitude) van de deeltjes neemt snel af met de diepte.
Bij aardbevingen uit een lovegolf zich in het heen en weer bewegen van de grond (in plaats van op en neer bij rayleighgolven). Vanwege de grote hoeveelheid energie die vrijkomt als lovegolven zich voortbewegen, zijn lovegolven de meest schadelijke en duidelijk voelbare seismische golven tijdens aardbevingen.